# Georges de Bazelaire
Georges de Bazelaire (30 janvier 1858 – 29 mars 1954) est un général de division français dont le nom est associé à la Première Guerre mondiale.

## Biographie

### Famille
Né à Briey (Meurthe-et-Moselle) de Pierre Joseph Charles de Bazelaire de Saulcy (1821-1914), Conseiller à la cour de Toulouse, et de Pauline Adèle Marie Jolly (1830-1905), il appartient à une ancienne famille lorraine de laquelle sont issus, au vingtième siècle, quatre généraux et deux amiraux ainsi que huit officiers saint-cyriens morts pour la France, dont son fils, Pierre-André de Bazelaire, sous-lieutenant au 135e régiment d'infanterie, tué le 6 septembre 1914 au combat de Vert-la-Gravelle (Bataille de la Marne).
Son grand-père, Joseph Anne Maximilien de Bazelaire (1775-1850), sous-lieutenant au Régiment de Beauce (1788), servit dans l' Armée des Princes. Brigadier des Gardes du corps du Roi en 1815 (Compagnie d' Havré), il accompagna Louis XVIII à Gand pendant les Cent-Jours. Chevalier de Saint Louis .
À l'École spéciale militaire de Saint-Cyr, promotion de Plewna (1876-1878), il est le condisciple de Charles de Foucauld et de Philippe Pétain. Sous-lieutenant le 1er octobre 1878, il sert dans l'infanterie. Breveté de l’École de guerre, il est Chef de bataillon le 21 septembre 1898.
Trois de ses frères sont également militaires : Maximilien Adrien de Bazelaire de Saulcy (1852-1901), ancien élève de l'École polytechnique, officier du génie ;  Maurice de Bazelaire de Saulcy (1854-1885), Saint-Cyr, promotion de la Grande Promotion (1874-1876), officier d'infanterie; et Paul de Bazelaire de Saulcy (1866-1941), Saint-Cyr, promotion de Chalons (1886-1888), officier de cavalerie .
Marié en 1886 à Madeleine de Sevin (née en 1866), il eut quatre enfants : Suzanne (née en 1891); Pierre-André (1894-1914), officier d'infanterie, mort pour la France; Bernard (né en 1898), officier d'infanterie; Yvonne (née en 1899) .

### Première Guerre mondiale
Georges de Bazelaire participe à la première guerre mondiale, et en particulier à la bataille de Verdun.
En 1914, le colonel de Bazelaire commande le 135e régiment d'infanterie qui quitte Angers pour la Lorraine le 5 août. Lors du premier contact avec l'ennemi, le 21 août 1914, le régiment subit de lourdes pertes (17 officiers, près de 1 500 hommes tués, blessés ou disparus). Bazelaire est blessé le 23 août par un éclat d'obus, mais reste à son commandement jusqu’à son remplacement par le Colonel Graux, le 29 août.
En octobre 1914, engagée avec la 42e division d'infanterie lors de la Bataille des Flandres pour maintenir ou rétablir « à tout prix » la ligne de l'Yser, « la brigade de Bazelaire (83e) , se portant avec une rapidité extrême derrière l'Yser et au Sud, tombait sur les Allemands à Stuyvekenskerke, leur arrachait le village et semblait rétablir la situation » .
En 1915, le général de Bazelaire commande la 27e division d'infanterie, qui occupera « une place d'honneur parmi les unités qui se sont distinguées le 25 septembre 1915, premier jour de la deuxième bataille de Champagne » et à qui « sera confiée l'action décisive lors de l'attaque » .

#### Verdun (1916)
À Verdun, en 1916, le général de Bazelaire commande le 7e corps d'armée, renommé Groupement Bazelaire, qui défend la rive gauche de la Meuse, sous les ordres du général Pétain qui vient de prendre le commandement de la 2e Armée. Le 13 février 1916, Bazelaire avait adressé aux troupes placées sous son commandement l'ordre du jour suivant: « En cas d'attaque de l'ennemi, la conduite à tenir est simple : l'Allemand ne passera pas, et perdra du monde et en fin de compte il sera contre-attaqué. Donc, que chacun tienne ferme : il n'y a qu'une consigne : vaincre ou mourir ».
Le général Pétain  « confie, au général de Bazelaire la mission d'organiser une position de repli entre Avocourt et Charny ». Dans son récit sur La Bataille de Verdun (1929), il rappelle l'heure grave: l'attaque sur la rive gauche, et s'interroge: « Tiendrait-il, le rempart de la position de résistance entre Meuse et Argonne, devant l'attaque que nous attendions avec une réelle anxiété ? Chaque jour qui passait permettait de l'espérer davantage, tant le général de Bazelaire déployait d'activité pour articuler logiquement ses unités et asseoir leurs gros sur la ligne générale de Cumières à Avocourt par le Mort-Homme et la cote 304, ligne sur laquelle nous voulions tenir avec tous nos moyens » .

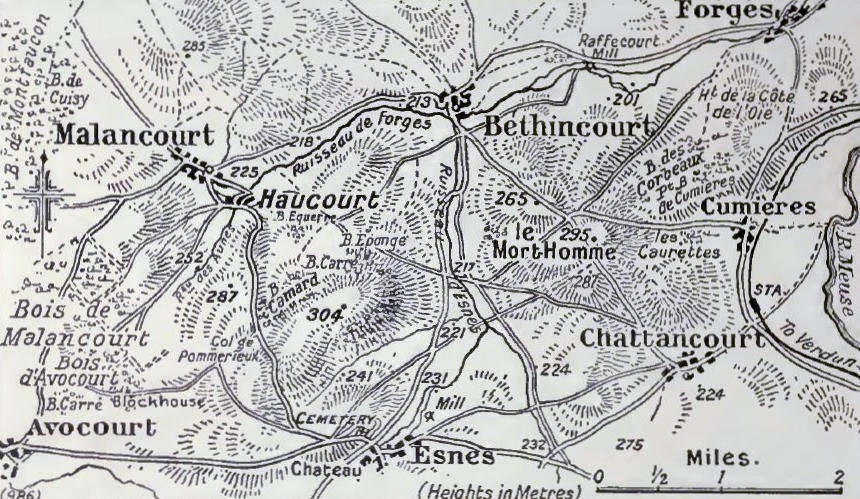
Le Mort-Homme et la Cote 304, Verdun, 1917

Faisant face à « trois divisions allemandes (VIe Corps et IIe Division de Landwehr) » , Bazelaire prépare « une défense échelonnée, comme s'il avait prévu l'attaque allemande. Il a pris soin d'établir ses liaisons avec l'armée d'Argonne sur sa gauche, commandée par le général Humbert ». Ainsi, « le matin du 6 mars, alors qu'un étourdissant bombardement allemand commençait de s'abattre sur les positions françaises, le général de Bazelaire alignait quatre divisions sur la rive gauche et gardait une division en réserve. C'était le système de défense le plus cohérent que l'on ait vu jusqu'alors à Verdun ». Puis « dans la nuit du 7 au 8 mars, Bazelaire bénéficiait de la montée au front de troupes fraîches et était en mesure de lancer directement dans la bataille les renforts du 92e commandés par Macker »,. « À 7 heures 20 du matin, pratiquement la totalité du Bois des Corbeaux  était revenue aux mains des français ».
Un ordre du général de Bazelaire, daté du 16 mars 1916, illustre le caractère vital de la défense de Verdun: « Le Français doit se montrer encore plus acharné que l'Allemand. Si tout un chacun a bien compris ce principe on ne laissera plus sur les champs de bataille que des mitrailleuses dont tous les hommes sont morts. C'est à ce moment-là seulement que l'on aura rempli son devoir» .
En mai 1916, le général Pétain porte l’appréciation suivante sur son subordonné: « A commandé le secteur de la R.G (Rive Gauche) au début de la bataille de Verdun, du 26 février au 26 mars, y a déployé ses qualités d'activité et d’énergie habituelles, disputant le terrain pied à pied. Est rentré sur le front le 17 avril comme commandant du secteur d'Avocourt à l'organisation duquel il a mis la dernière main » .
Dans l'allocution qu'il prononce à Douaumont le 29 mai 1966, à l'occasion du 50e anniversaire de la bataille de Verdun, le général de Gaulle rappelle : « Mis, le 26 février, à la tête de la 2e Armée par Joffre (...), [Pétain] commandera la défense de telle sorte que notre dispositif, articulé en quatre groupements : Guillaumat, Balfourier, Duchêne, sur la rive droite, Bazelaire, sur la rive gauche, ne cessera pas, dans son ensemble, d’être bien agencé, bien pourvu et bien résolu, et que l'offensive allemande échouera décidément malgré la supériorité de feu que lui assurent mille pièces d'artillerie lourde ».

#### La bataille de la Somme (1916) et le Chemin des Dames (1917)

Carte de la bataille de la Somme, 1916

De juillet à septembre 1916, Bazelaire participe à la bataille de la Somme à la tête du 7e Corps d’Armée engagé avec le 1er Corps d’Armée  de Guillaumat . Après les combats meurtriers du mois d’août et grâce à une meilleure maîtrise de l'artillerie sur laquelle « le général de Bazelaire, commandant du 7e corps et Guillaumat, responsable du 1er corps, doivent veiller personnellement », le 4 septembre est une journée de victoire : « Le 1er corps s'empare du Forest, (à l'est de Maurepas), au 7e corps, ils prennent Cléry. Au total, 2000 prisonniers, 12 canons de 77 mm et de 105 mm, de nombreuses mitrailleuses » . Les combats très durs se poursuivent avec la prise de Bouchavesnes « qui ranimait les courages », le 12 septembre et de la ferme de Bois Labé, le 13 septembre, où « le 7e corps a fait 2300 prisonniers, pris 40 mitrailleuses et 10 canons » . Mais, en première ligne, le 7e Corps d’Armée est « exposé à toutes les contre-attaques »  et ses unités « décimées et épuisées » devront être relevées avant la nouvelle attaque prévue pour le 15 septembre . 
Selon le témoignage du général Fayolle, commandant la 6e Armée dans la Somme, Bazelaire  est « un très beau soldat, d'un moral très élevé ». Il sert ensuite sous les ordres de Foch, de Gouraud et de Guillaumat qui le décrit comme un « parfait commandant de CA, de beaucoup de cœur sous un aspect un peu rude » .
Lors de l'offensive du Chemin des Dames, en avril 1917, le 7e corps d'armée du général de Bazelaire, qui comprend trois divisions d'infanterie , sera renforcé par les 1re et 3e Brigades russes. Celles-ci, commandées par le général Nikolaï Lokhvitski, participèrent aux combats de Courcy et s'y révèlèrent « une troupe de qualité » , subissant des pertes sévères. Elles seront citées à l'ordre de la Ve Armée respectivement le 24 avril et le 29 avril 1917 .

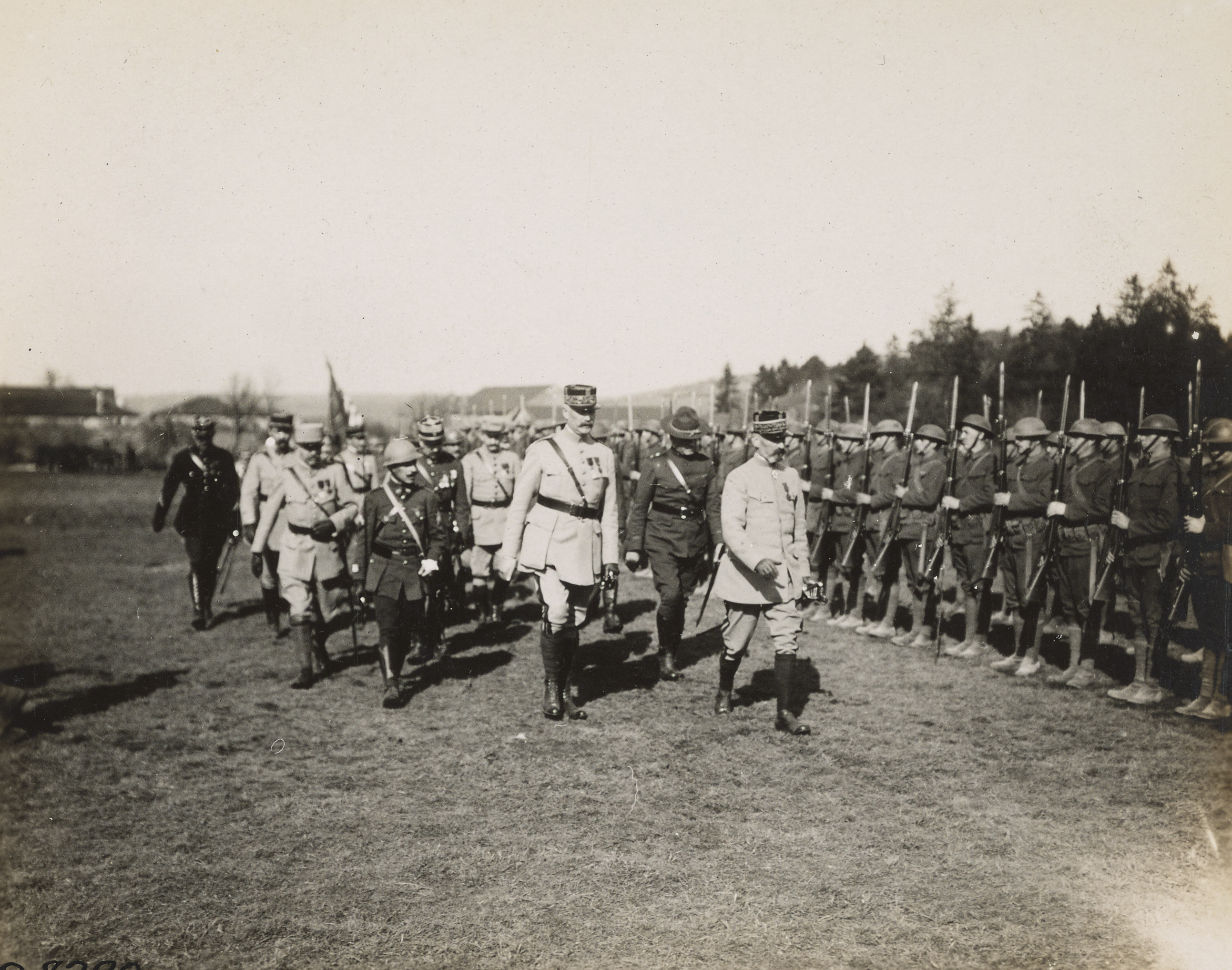
Les généraux Gaucher (gauche), Menoher (au centre, en chapeau) et Bazelaire (droite) passent en revue des troupes de la 42e division d'infanterie américaine, à Croismare le 18/3/1918.

Dans ses Mémoires, Douglas MacArthur, alors chef d’état-major de la 42e division d'infanterie américaine (42nd Infantry Division Rainbow), commandée par le général Charles T. Menoher (en), dont quatre régiments avaient été mis sous le commandement de Bazelaire au 7e Corps d’Armée, raconte son premier contact avec l'ennemi, en février 1918, à l'occasion d'un raid dans les tranchées allemandes aux côtés des troupes françaises : « Quand nous revînmes avec nos prisonniers, les vétérans français s’attroupèrent autour de moi, me serrèrent la main et tout en me tapant dans le dos, m'offrirent du cognac et de l'absinthe. J’étais sans doute le premier soldat américain qu'ils aient vu. Le général de Bazelaire agrafa la Croix de Guerre sur ma tunique, et m'embrassa sur les deux joues. J’étais maintenant un des leurs » .

### Doyen des généraux français
Le général de Bazelaire est mis en congé en juin 1918. « Ce chef, écrit Pierre Montagnon, homme d'honneur et de courage, était estimé par ses supérieurs et ses subordonnés ». Pour le romancier Henry Bordeaux, qui a suivi l'ensemble de la bataille de Verdun, « son devoir seul l'intéresse : il n'a aucun souci d'ambition. Ses tirailleurs et ses zouaves l'adoraient ».
Il publie en 1930 un ouvrage sur Un chef, Ferdinand Foch . 
Il meurt en 1954, à l'âge de 97 ans, doyen des généraux français . Ses Souvenirs de guerre sont édités en 1988 .

## Grades
- 27/03/1911 : colonel
- 16/11/1914 : général de brigade à titre temporaire.
- 03/12/1914 : général de brigade
- 02/11/1915 : général de division à titre temporaire.
- 02/11/1915 : général de division

## Décorations et citations

### Décorations françaises
- : Grand Croix de la Légion d'honneur le 5 novembre 1953
  - Grand Officier le 16 juin 1920
  - Commandeur le 23 mars 1916
  - Officier le 4 décembre 1914
  - Chevalier le 11 juillet 1900
- : Croix de Guerre 1914-1918
- : Médaille interalliée 1914-1918
- : Médaille commémorative de la Grande Guerre

### Décorations étrangères
- : Commandeur de l'Ordre de Léopold ( Belgique)
- : Grand Officier de l'Ordre de la Couronne ( Belgique)
- : Croix de Guerre ( Belgique)
- : Army Distinguished Service Medal ( États-Unis)[52].
- Tableau d'honneur de la guerre publié par le journal L'Illustration à partir du 30 janvier 1915: Le général de Bazelaire et son fils (planche 131); Georges de Bazelaire, général de division, commandant un corps d'armée (planche 289) [53]

## Commandements
- 27/03/1911 : commandant du 135e régiment d'infanterie
- 20/10/1914 : commandant de la 83e Brigade d'Infanterie
- 12/11/1914 : commandant de la 38e division d'infanterie
- 13/01/1915 : commandant de la 27e division d'infanterie
- 02/11/1915 : commandant du 7e corps d'armée
- 04/06/1918 : en congé.
- 04/09/1918 : en disponibilité.
- 30/01/1920 : placé dans la section de réserve.

## Documents
- 23 août 1914 - Engagement du 135e régiment d'infanterie à Bièvres (Ardennes): «À 4h30, le régiment prend ses emplacements de combat (...) À 6h30, la 9e compagnie est envoyée dans les bois N-O de Bièvres où l'escadron divisionnaire vient d'avoir un engagement avec des uhlans (...) À 7h, le 1er bataillon est amené sur la route Bièvres - Oudremont (...) À ce moment la fusillade commence entre notre 1re ligne et les allemands qui commencent à se montrer (...) Bientôt un véritable ouragan de fer et de mitraille commence à pleuvoir sur nos lignes (...) Le commandant de la Valette, en remettant de l'ordre dans une formation désunie, est blessé à la jambe. Le feu redouble d'activité: obus à balles et à explosifs, obus de calibre 105 pleuvent sur le régiment (...) À 9 heures, le colonel de Bazelaire qui, pendant toute l'action, s'était tenu au point le plus dangereux, est blessé par un éclat d'obus. Pansé tant bien que mal, il reste à son poste de commandement et ne se retire que peu de temps avant le commencement de la retraite»[54].
- Un ordre du 7 mars 1916, reproduit dans le New York Times (16 mars 1916) sous le titre: Germans say Bazelaire threatened to turn artillery on his retreating troops (Les allemands disent que Bazelaire a menacé de tourner l'artillerie contre ses troupes en retraite), reflète les conditions extrêmement dures des combats du Bois des Corbeaux[55].

- Le général Joffre sort du quartier général près de Verdun en compagnie du général de Bazelaire - (L'Image de la Guerre - no 74, avril 1916)[56]. Pour une compréhension de la vision du général Joffre sur la défense de Verdun et les différences de point de vue avec le général Pétain, on lira: Maréchal Joffre - Verdun in La Revue de Paris - Septembre - Octobre 1932 - page 241 et suiv.. Sur Gallica[57].
- Le général Joffre s'entretient avec le général de Bazelaire (au centre), défenseur de la Cote 304, en présence du général Humbert, commandant la 3e Armée (photo de l'Agence Meurisse). Cette photographie, reprise dans Lectures pour tous le 1er août 1916[58], a été également publiée en couverture du magazine britannique The Graphic, le 1er juillet 1916, avec le commentaire suivant: «Le Vigile de Verdun - Après Mort-Homme, aucune des hauteurs de Verdun n'a été la scène de combats plus féroces que la désormais célèbre Cote 304, où, durant plusieurs semaines, le général de Bazelaire a tenu bon face à l'enfer de feu des armes lourdes du Kronprinz et les attaques en masse de ses troupes. Les défenseurs reçurent leur récompense l'autre jour, lorsque le général Joffre, accompagné du général Humbert, vint sur la ligne de front pour féliciter le général de Bazelaire et ses vaillants soldats».[59].
- À l'occasion de la remise de la croix de Commandeur de la Légion d'honneur, le journal Le Figaro du 2 avril 1916 publie la notice suivante: «De Bazelaire, général de division, commandant un corps d'armée. Remarquable entraîneur d'hommes et chef de haute valeur. N'a cessé de se distinguer depuis le début de la campagne, comme commandant de régiment, de brigade et de division. Placé à la tête d'un corps d'armée, vient de déployer les plus brillantes qualités militaires à la bataille de Verdun, dans la défense d'un secteur soumis à un violent bombardement et attaqués par de gros effectifs»[60].
- Verdun - La Résistance - de Castelnau, Driant, Pétain, Nivelle, Mangin, Balfourier, C. Raynal, Nourisson, Berthelot, Bazelaire, Humbert. «Si cette guerre est la lutte des canons, c'est bien plus encore celle des âmes» (J. Joffre). GQG, ordre du jour du 12 juin 1916: «Soldats de Verdun, votre héroïque résistance a été la condition indispensable du succès; c'est sur elle que reposent nos victoires prochaines, c'est elle qui a créé sur l'ensemble du théâtre de la guerre européenne une situation dont sortira demain le triomphe définitif de notre cause» (J. Joffre) [61].
- Le général Guillaumat et le général de Bazelaire - L'offensive anglo-française se poursuit victorieusement dans la Somme - La science et la vie - No 27 - Juillet 1916 - page 459[62].
- Poste de commandement du général de Bazelaire, commandant le 7e corps d'armée, près de Suzanne (Somme), août 1916 (bataille de la Somme) - Documents photographiques - Fonds des albums Valois, Bibliothèque La Contemporaine, Paris Nanterre[63].

- Les Brigades russes à Courcy : Jamie H. Cockfield - With snow on their boots: the tragic Odyssey of the Russian expeditionary force in France in World War I - St Martin Press - New York, 1999 - pages 96 et suiv.)[64].
- Le général Pétain (au centre) s'entretient avec le général de Bazelaire (à gauche), en 1917[65].
- Le général de Bazelaire décore des soldats américains du 165th Infantry Regiment (42nd Infantry Division Rainbow), secteur de Lunéville, février 1918 - Film du Department of Defense, US National Archives[66].
- Le général MacArthur (à gauche) en compagnie du général de Bazelaire (au centre), lors de manœuvres militaires, en 1918. Voir: Brenda Haugen - Douglas MacArthur, America's general - Compass Point Books - Minneapolis, 2006 - pages 39 and 40[67].
- Documents photographiques concernant le général de Bazelaire (mars 1916 - mars 1918), sur le site de la Bibliothèque de Documentation internationale contemporaine (BDIC): Les généraux Joffre et de Bazelaire, Dombasle, 14 mars 1916[68].
- le général Pétain et des camarades de promotion : à gauche, colonel Dehay, commandant d'armes ; à droite, colonel Fauvin et général de Bazelaire, Verdun, 27 septembre 1917[69].
- le président de la République portugaise, le président Poincaré et M. Barthou et le général de Bazelaire, Verdun, 10 octobre 1917[70].

- revue de troupes américaines par le général de Bazelaire, 23 mars 1918[71].
- Dans le journal Le Gaulois du 29 octobre 1916, on peut lire la chronique suivante: « Une belle famille de soldats: c'est celle du général de Bazelaire, un Lorrain de la Lorraine qui va redevenir française. Son père, né à Metz, subit en 1870 le bombardement et l'incendie à Thionville, où il était procureur impérial, pendant que sa propriété du Ban-Saint-Martin était saccagée et pillée par les Allemands. Il terminera sa carrière comme conseiller à la cour de Toulouse, où il est mort au mois d'août 1914, âgé de quatre-vingt-douze ans. M. de Bazelaire avait eu cinq fils, quatre entrèrent dans l'armée. Deux de ceux-ci étaient morts longtemps avant la guerre actuelle [72]. Aujourd'hui, avec le général de Bazelaire, un frère, plus jeune que lui, est lieutenant-colonel de cavalerie[73]. Le général de Bazelaire était colonel au début de la campagne. Son fils, récemment sorti de Saint-Cyr, servait dans son régiment et a été tué. Le fils du seul de ses frères qui n'ait pas été soldat est lieutenant de cuirassiers»[74],[75].
- Affaire des fiches - Le journal Le Figaro du 19 novembre 1904 donne l'information suivante : « La loge L'Encyclopédique de Toulouse, dont le vénérable est M. Antoine Rémond, professeur à la faculté de médecine de Toulouse, a fait parvenir l'an dernier au Grand-Orient toutes les fiches qu'on va lire », dont celle-ci, concernant Bazelaire : « De Bazelaire, chef de bataillon, chef d'état-major de la 33e division (17e corps), à Montauban : Ne cache pas ses opinions cléricales, va régulièrement aux offices religieux. Fait élever ses enfants au petit séminaire. Est en rapport suivi avec les membres du clergé». Trois fiches tenues par le Grand Orient de France étaient consacrées au Cdt de Bazelaire « mis à l'index par le cabinet d'André »[76].